# Роджерс, Джимми (блюзмен)
Джимми Роджерс (англ. Jimmy Rogers, настоящее имя Джеймс Артур Лейн (англ. James Arthur Lane); 3 июня 1924 года, Рулвилл, Миссисипи, США — 19 декабря 1997 года, Чикаго, Иллинойс, США) — американский блюзовый гитарист, певец и автор песен. Номинант на премию Грэмми в категории «Лучшая этническая или традиционная запись» (1978) как участник сборника Chicago Blues At Home. Лауреат Blues Music Awards в категориях «Альбом традиционного блюза» (1991, 1995), «Исполнитель традиционного блюза» (1996), «Перевыпущенный альбом» (1998), номинант Blues Music Awards в категориях «Альбом современного блюза» (1991), «Исторический альбом» (2017). Трижды введён в Зал славы блюза: как исполнитель (1995), как автор альбома, отнесённого к классике блюза (1993) и как автор песни, отнесённой к классике блюза (2017). Ключевой игрок в развитии электрического чикагского блюза, корни которого уходят в акустические традиции Дельты . Мик Джаггер считает Джимми Роджерса создателем электрического блюза 

## Биография
Джеймс  или по другим источникам Джей Артур Лейн родился в Догерти-Байу к западу от Рулвилла, штат Миссисипи в 1924 году. В детстве взял фамилию своего отчима,  воспитывался бабушкой в Вэнсе. Джимми Роджерс начал учиться играть на гармонике вместе с другом детства Снуки Прайором, а в подростковом возрасте, уже живя в Чарльстоне, начал осваивать гитару.
Начал выступатьещё до Второй мировой войны, первое его выступление состоялось в Минтер-Сити с Литтл Артуром Джонсоном. Он переезжал из города в город, где жил с родственниками: в Атланте, Мемфисе, Сент-Луисе и Саут-Бенде, штат Индиана. Он выступал в Миссисипи со своим ранним кумиром Сонни Боем Уильямсоном II, в районе Мемфиса с Хаулином Вулфом и гитаристом Джо Вилли Уилкинсом, в Сент-Луисе с Робертом Локвудом. Затем в середине 1940 годов переехал в Чикаго, где познакомился с Мемфис Минни, Тампа Редом, Биг Биллом Брунзи и Сонни Боем Уильямсоном I. В 1946 году записался как харпер и певец для Harlem records, но его имя на пластинке не появилось: релиз по ошибке был приписан Мемфису Слиму.
Роджерс  играл за чаевые на рынке Максвелл-стрит в Чикаго вместе с другими недавно прибывшими музыкантами с юга, в частности с Литтл Уолтером. Они познакомились с Мадди Уотерсом и в 1947 году Мадди Уотерс, Литтл Уолтер и Роджерс объединились и сформировали первую группу Уотерса, называемую иногда как The Headcutters или The Headhunters из-за того, что они отнимали работу в клубах у других групп. В то время все члены группы, хоть и играя вместе, записывались как сольные исполнители. Именно эта группа определила навсегда звук чикагского блюза, если точнее то чикагского блюза южной стороны. Когда Уотерс подписывал контракт c Chess Records, компания не хотела видеть Роджерса в составе группы, но Уотерс был непреклонен . 
Роджерс также записывался отдельно от остальных членов группы на небольших лейблах, но записи не были выпущены. Свою полноценную сольную карьеру Роджерс начала с записи в 1950 году песни «That’s All Right», ставшей блюзовым стандартом и отнесённой в 2017 году Фондом блюза к классике блюза. В течение 1950 годов Роджерс выпустил на Chess ещё несколько удачных синглов, большинство из которых были записаны с харперами Литтл Уолтером или с Биг Уолтером Хортоном. Также он записывался как сайдмен на пластинках многих блюзовых музыкантов, в их числе: Мемфис Минни, Сонни Бой Уильямсон II, Санниленд Слим, Флойд Джонс, Джонни Шайнс, Ти Боун Уокер. В 1957 году Роджерс был уволен их группы Мадди Уотерса. По словам Отиса Спэнна он был уволен «из-за отсутствия дисциплины во время выступления группы, поскольку он пил и курил на сцене; он нарушал не только строгие правила, установленные Уотерсом, но и правила местного Союза музыкантов, членами которого являются все участники группы Уотерса». В 1959 Роджерс оставил музыкальную карьеру, ненадолго вернувшись к ней в начале 1960-х в качестве члена группы Хаулина Вулфа и после ушёл из музыки почти на десять лет. Он работал таксистом и владел магазином одежды (сгоревшим в 1968 году). После этого он постепенно вернулся в музыку, и с 1971 года, когда блюз снова стал популярным, он начал время от времени гастролировать, в том числе, в Европе и записываться. В том же году он выпустил дебютный альбом Golden Tailed Bird с участием Фредди Кинга и The Aces, на следующем альбоме Sloppy Drunk играл пианист Вилли Мейбон. В 1977 году принял участие в записи альбома Мадди Уотерса I'm Ready. Альбом Ludella, который он выпустил в 1990 году, в 1991 году был признан лучшим альбомом традиционного блюза Blues Music Awards. В 1980-х Роджерс много работал с новым поколением харперов: Родом Пьяцца, Кэри Беллом и Кимом Уилсоном, в 1990-е с Ронни Эрлом и пианистом Чака Берри Джонни Джонсоном .
Музыкант гастролировал и записывался вплоть до смерти. Он умер 19 декабря 1997 года от рака кишечника, оставив после себя сына Джимми Ди Лейна, также известного блюзового музыканта.
Влияние Джимми Роджерса на современную музыку подтверждает впечатляющий список гостей, записавшихся на последнем альбоме музыканта Blues Blues Blues 1999 года, вышедшем на мейджор-лейбле Atlantic Records: Мик Джаггер, Кит Ричардс, Эрик Клэптон, Тадж Махал, Лоуэлл Фулсон, Джимми Пейдж, Роберт Плант, Джефф Хили и Стивен Стиллс
Ник Мосс, недолго игравший в группе Роджерса незадолго до его смерти, сказал, что Роджерс едва ли не самый недооцененный музыкант в части становления чикагского блюза: «Эта вторая гитара и ритм, который он играл, — вот почему у Мадди такой звук. Ритм Джимми во всех этих вещах — одна из самых звёздных и красивых ритм-гитар, которые вы когда-либо слышали. Он такой сдержанный и идеальный, и прекрасно дополняет гитарные партии Мадди, губную гармошку Уолтера, фортепиано Спэнна и всё такое» 
«Стиль игры Роджерса на гитаре представлял собой креативную смесь традиционного акустического блюза и современного стиля Чикаго. Он часто играет в тональности E, используя фразы и пассажи, похожие на те, что играли Лайтнин Хопкинс и другие техасские гитаристы. Он использовал медиатор для большого и указательного пальца — в кантри-блюз стиле» 
Мадди Уотерс сказал о Джимми Роджерсе так: «У него такой прекрасный голос». «Его дикция и фразировка необычайно ясны и выразительны; он звучит очень непринужденно. Сравнение с другими артистами затруднено, но, возможно, Эдди Тейлор и Джон Брим имеют наибольшее сходство. Его гитара действует как идеальный фон с акцентом в основном на басовом ритме».
«Его ритмически острые гитарные прогрессии придали направление и разнообразие эмоциональному пению и игре Мадди. Будучи вторым гитаристом в группе Мадди Уотерса 1950-х годов, Роджерс выковал классический ансамблевый звук, который стал стандартом для всех послевоенных чикагских блюзовых групп. Пока Уотерс играл на своей минималистичной гитаре боттлнеком, Роджерс добавлял еще больше глубины и измерения звучанию группы своими звонкими басовыми фигурами и драйововым ритмическим сопровождением» .

## Дискография

### Синглы
- «That’s All Right»/«Ludella» (Chess 1435, 10/50)
- «Going Away Baby»/«Today, Today, Blues» (Chess 1442, 11/50)
- «The World is in a Tangle»/«She Loves Another Man» (Chess 1453, 3/51)
- «Money, Marbles and Chalk»/«Chance to Love» (Chess 1476, 8/51)
- «Back Door Friend»/«I Used to Have a Woman» (Chess 1506, 4/52)
- «The Last Time»/«Out on the Road» (Chess 1519, 9/52)
- «Left Me with a Broken Heart»/«Act Like You Love Me» (Chess 1543, 7/53)
- «Sloppy Drunk»/«Chicago Bound» (Chess 1574, 6/54)
- «You’re the One»/«Blues All Day Long» (Chess 1616, 1/56)
- «Walking by Myself»/«If it Ain’t Me (Who You Thinking Of)» (Chess 1643, 11/56)
- «I Can’t Believe»/«One Kiss» (Chess 1659, 5/57)
- «What Have I Done»/«Trace of You» (Chess 1687, 3/58)
- «Rock This House»/«My Last Meal» (Chess 1721, 2/59)

### Альбомы
- Chicago Bound (1970, Chess), сборник записей 1950 годов
- Gold Tailed Bird (1971, Shelter Records)
- Sloppy Drunk (1973, Black & Blue Records)
- Jimmy Rogers (1984, Chess Masters series), 2-LP сборник записей 1950 годов
- That’s All Right (1989, Charly Records), сборник записей 1950 годов
- Ludella (1990, Antone’s Record Label)
- Jimmy Rogers with Ronnie Earl and the Broadcasters (1993, CrossCut Records)
- Feelin' Good (1994, Blind Pig Records)
- Blue Bird (1994, Analogue Productions)
- The Complete Chess Recordings (1997, Chess/MCA), 2-CD
- Blues Blues Blues (1999, Atlantic), как «Jimmy Rogers All-Stars»
- His Best (2003, Chess/MCA)